# 木村光伯
木村 光伯（きむら みつのり、1978年 - ）は、日本の実業家。
株式会社木村屋總本店の代表取締役社長（7代目）。

## 人物・経歴
2001年に学習院大学卒業後、木村屋総本店に入社し、2002年日本パン技術研究所にて製パン理論研修、2003年にアメリカ国立製パン研究所へ留学。製造・製品開発・百貨店内店舗での販売などを経験し、2005年に木村屋總本店取締役に就任。2006年に常務取締役に就任し、同年28歳で7代目社長となり、低迷していた木村屋總本店を徹底した無駄削減や合理化等によって立て直した。

## テレビ番組
- 日経スペシャル カンブリア宮殿 パン業界のフロンティア 老舗 木村屋總本店の挑戦（2021年6月10日、テレビ東京）- 木村屋總本店社長 木村光伯出演[2]。